# HD 86081 b
HD 86081 b是一個相當接近母恆星HD 86081的系外行星，公轉周期只有2.1375日，因此被認為是熱木星。而它的軌道跟大多數熱木星一樣是接近圓形的，軌道離心率0.008。

## 外部連結
- . Exoplanets.   [2012-07-12]. （原始内容存档于2009-11-25）.